# مجله مالی آفریقا

## مجله مالی آفریقا به انگلیسی(بهانگلیسی:African Finance Journal)
مجله مالی آفریقا (African Finance Journal) یک مجله آکادمیک داوری دقیق است که موضوعات مالی، حسابداری و اقتصاد را در فضای آفریقا پوشش می دهد. مجله مالی آفریقا تحقیقات مهم جدید را در مالی منتشر می کند و تلاش می کند که یک توازن را بین مطالعات تجربی و تئوری ایجاد کند.

## External links
- وبگاه رسمی